# Paul Archambault
Pour les articles homonymes, voir Archambault (homonymie).
Paul Archambault, né le 8 avril 1883 à Orléans et mort le 22 novembre 1950 à Versailles, est un écrivain essayiste et philosophe français.

## Biographie
Il est issu d'une famille chrétienne de l'Orléanais touchée par les idées démocrates. En 1906, il écrit un article dans la revue du mouvement chrétien progressiste Le Sillon. En 1911, il obtient un poste de professeur de philosophie au lycée Sainte-Croix de Neuilly.; il aura Henry de Montherlant parmi ses élèves en 1912.
Mobilisé durant la Première Guerre mondiale, il sera blessé et plusieurs fois cité. Avec le grade de capitaine, il obtient la Légion d'honneur. Il finit son activité au ministère des finances tout en continuant d'écrire.
Disciple de Maurice Blondel, il entretient avec lui une longue correspondance. Il collabore à de nombreuses publications du catholicisme libéral et est considéré comme le philosophe officiel du Parti Démocrate populaire.
Retraité, il habite la propriété familiale de Saint-Jean-de-Braye, près d'Orléans. Il avait épousé Pauline Le Cormier avec qui il a eu six enfants, elle-même écrivain et membre de l'Union spirituelle des femmes, un groupe féministe chrétien. Il est inhumé dans cette commune.

## Œuvres (liste non exhaustive)
- Essai sur l'individualisme, éd. Librairie Bloud & Gay, 1913, prix Montyon et couronné par l’Académie française.
- Jeunes Maitres, états d'âmes d'aujourd'hui, éd. Librairie Bloud & Gay, 1925.
- Vers un réalisme intégral, L'œuvre philosophique de Maurice Blondel, éd. Librairie Bloud & Gay, 1928.
- Témoins du spirituel, éd. Librairie Bloud & Gay, 1933.
- Péguy, la patrie charnelle et la cité de Dieu, Paris, éd. Librairie Bloud et Gay, 1939.
- Cahiers de la nouvelle journée , fondés et rédigés par Archambault, revue affiliée au Parti Démocrate populaire.
- Initiation à la philosophie blondélienne en forme de court traité de métaphysique, Paris, éd. Librairie Bloud & Gay, 1941.
- Charles Péguy, images d'une vie héroïque, éd. Librairie Bloud & Gay, 1942.
- Chevalerie 1830, éd. Librairie Bloud & Gay, 1942.
- La Famille, œuvre d’Amour, éditions Familiales de France, 1950
- Humanité d'André Gide, essai de biographie et de critique , éd. Librairie Bloud & Gay, 1950.

Il écrit aussi, entre 1910 et 1928, une série de petits livres destinés aux lycéens exposant la biographie et l'œuvre de nombreux philosophes, Montesquieu, Émile Boutroux, Leibniz, Hegel, Pascal, Guyau, etc. publiés aux éditions Vald. Rasmussen et plusieurs fois réimprimés.